# غريس كينغ (لاعبة كرة ريشة)
غريس كينغ (بالإنجليزية: Grace King)‏ هي لاعبة كرة الريشة بريطانية، ولدت في 2 يونيو 2000.

## وصلات خارجية
- غريس كينغ على موقع BWF.tournamentsoftware.com (الإنجليزية)
- غريس كينغ على موقع BWFbadminton.com (الإنجليزية)
- غريس كينغ على موقع أوليمبيديا (الإنجليزية)